# Gurd
Gurd eller Gyrd (også i varianter som Giurth og Giord) var en konge, som herskede over Danmark eller et område i Danmark i første halvdel af 900-årene (med størst sandsynlighed for at regentskabsperioden faldt i den første fjerdedel af århundredet). Han efterfulgte Olaf som konge i Danmark.
Kilderne til Gurds historie indeholder en række fra hinanden afvigende oplysninger om Gurd, og er f.eks. ikke indbyrdes enige om, hvorvidt Gurd var en søn af forgængeren Olaf, eller om han var en nevø/søstersøn til Olaf og ej heller om, hvorvidt Gurd havde nogle søskende eller ej.